# Ari Behn
Pour les articles homonymes, voir Behn.
Œuvres principales
- Trist som faen (Triste comme l'enfer) (1999)
- Fra hjerte til hjerte (Cœur à cœur) (2002), en collaboration avec son épouse la princesse Märtha Louise
- Talent du bonheur (2011)

Compléments
- Fils de  Olav Bjørshol  et  Marianne Solberg
- Époux de la princesse Märtha Louise de Norvège

Ari Behn, né Ari Mikael Bjørshol le 30 septembre 1972 à Aarhus (Danemark) et mort le 25 décembre 2019 à Lommedalen (Akershus, Norvège), est un écrivain et artiste-peintre norvégien.
Il était l'époux de la princesse Märtha Louise de Norvège de 2002 à 2017 et à ce titre un membre de la famille royale de Norvège pendant son mariage. Ils divorcent en 2016 et il se suicide à Noël 2019.

## Biographie

### Carrière
Ari Behn est l'auteur de romans, de deux recueils de nouvelles et d'un livre sur son mariage. Son recueil Trist som faen (Triste comme l'enfer), paru en 1999, s'est vendu à 100 000 exemplaires. Dans son dernier ouvrage, Inferno, publié en 2018, il évoque sa propension à la dépression et sa vulnérabilité à l'addiction après son divorce. Ses ouvrages ont été traduits en suédois, danois, allemand, hongrois, islandais et français.

### Mariage
Ari Behn épouse la princesse Märtha Louise le 24 mai 2002. Le couple a trois filles : 
- Maud Angelica Behn, née en 2003 ;
- Leah Isadora Behn, née en 2005 ;
- Emma Tallulah Behn, née en 2008.

#### Séparation et divorce

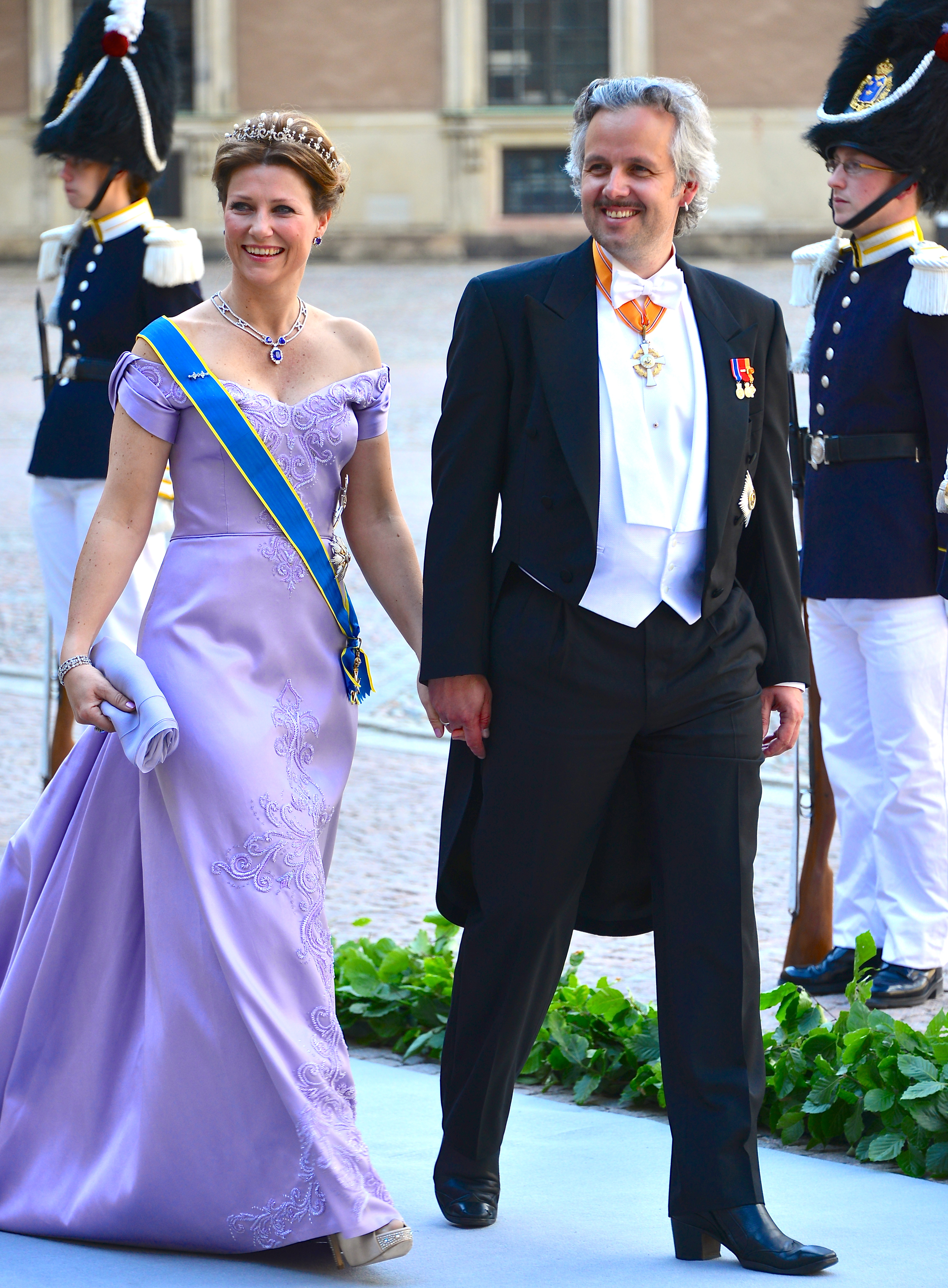
Ari Behn et la Princesse Martha Louise, en juin 2013.

Le 5 août 2016, Ari Behn annonce avec son épouse leur séparation et leur projet de divorcer. Leur communiqué est publié sur le site de la Maison royale. Le divorce est prononcé en 2017.

### Décès
Souffrant de conflit psychique puissamment décrit dans son dernier ouvrage, Inferno, paru le 18 octobre 2018, Ari Behn se suicide le 25 décembre 2019 à l'âge de 47 ans,, alors qu'il devait rejoindre la famille royale pour la messe de Noël et le réveillon .
Le roi Harald V et la reine consort Sonja, ainsi que le prince héritier Haakon et son épouse Mette-Marit, ont exprimé leur grande tristesse à la suite de l'annonce de sa mort.

## Confessions

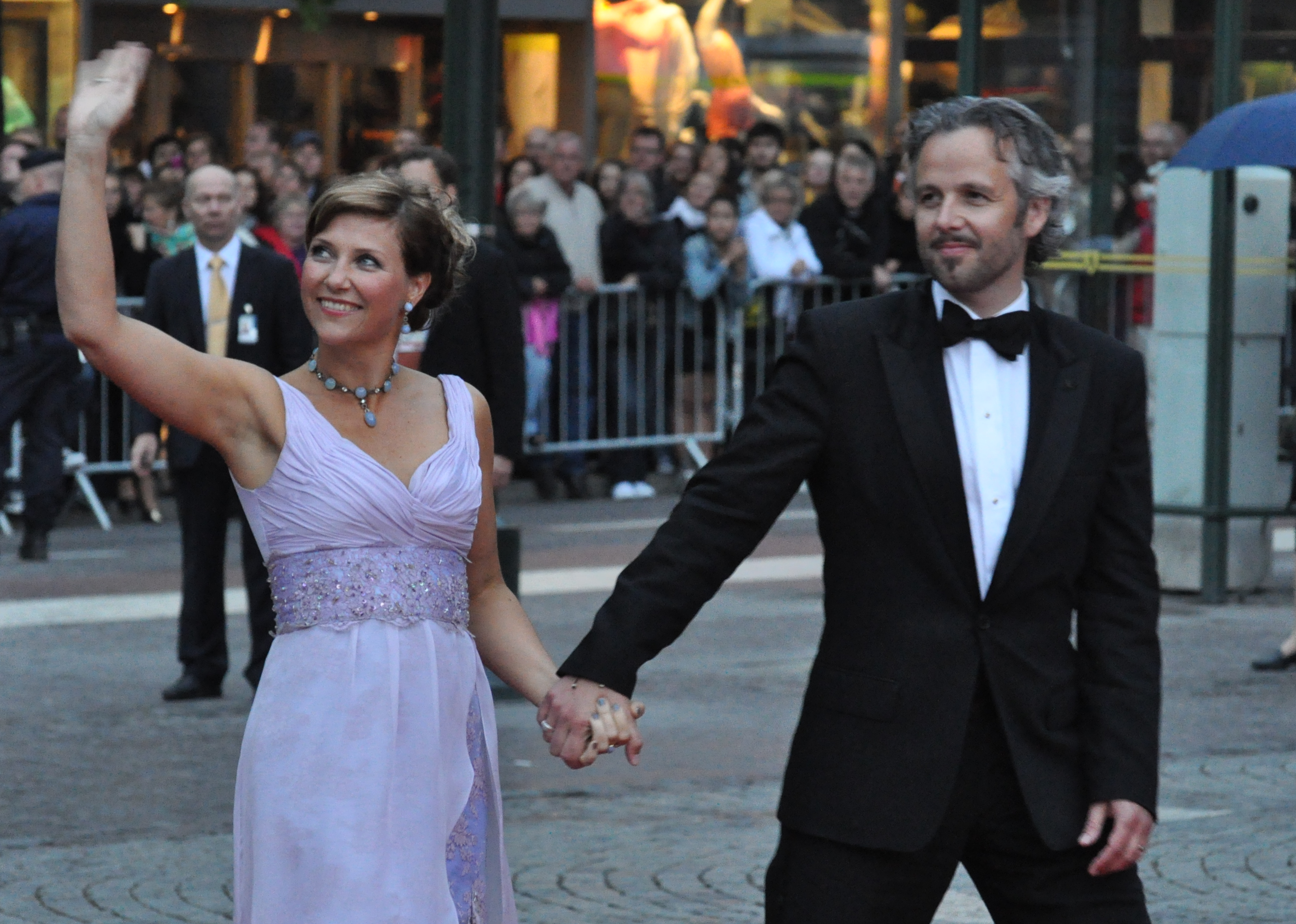
Ari Behn et la princesse Martha Louise en 2010.

En 2017, Ari Behn déclare à la radio qu'il a été agressé sexuellement par Kevin Spacey dans le cadre du prix Nobel de la paix en 2007. Assis l'un à côté de l'autre, l'acteur n'aurait pas hésité à toucher les parties intimes d'Ari Behn, sous la table, en lui proposant d'aller à l'extérieur pour fumer.